# Coupe des champions d'Océanie 2005
Navigation
Édition 2001 Édition 2006
La Coupe des champions d'Océanie 2005 est la 4e édition de la Coupe des champions d'Océanie. Elle met aux prises les champions des différentes nations affiliées à l'OFC. En plus de sacrer une équipe au niveau continental, la compétition permet de désigner le représentant d'Océanie pour la prochaine Coupe du monde des clubs, organisée en décembre 2005 au Japon.
Treize équipes prennent part à la compétition, dont dix dès le tour préliminaire (le représentant australien, Sydney FC et les deux clubs tahitiens, hôtes de la phase finale), sont dispensés de ce tour. La phase de groupes voit les huit formations être réparties en deux poules; les équipes rencontrent leurs adversaires du groupe une fois. Les deux premiers de chaque poule se qualifient pour la phase finale, disputée sous forme de demi-finale et finale à élimination directe.
C'est le club australien du Sydney FC qui remporte cette édition, après avoir battu en finale le représentant de Nouvelle-Calédonie, l'AS Magenta. C'est le premier titre continental du club, mais le quatrième trophée remporté par un club australien en quatre éditions.

## Participants
- Sydney FC - Vainqueur du tournoi préliminaire au Championnat d'Australie 2005-2006
- Auckland City FC - Champion de Nouvelle-Zélande 2004
- Makuru FC - Champion des Îles Salomon 2004
- Manumea FC - Champion de Samoa américaines 2004
- 4R Electric Ltd - Champion des Îles Fidji 2004
- SC Lotoha'apai - Champion des Îles Tonga 2004
- AS Manu-Ura - Champion de Polynésie française 2004
- AS Pirae - Champion de Polynésie française 2004
- Tafea FC - Champion du Vanuatu 2004
- Tuanaimato Breeze - Champion des Samoa 2004
- Nikao Sokattack FC - Champion des Îles Cook 2004
- Sobou FC - Champion de Papouasie-Nouvelle-Guinée 2004
- AS Magenta - Champion de Nouvelle-Calédonie française 2003-2004

## Compétition

### Tour préliminaire
Le tour préliminaire est disputé sous forme de matchs aller-retour, où les deux rencontres sont en fait jouées dans le pays du club cité en premier.
| Équipe 1           | Résultat | Équipe 2          | Aller | Retour |
| ------------------ | -------- | ----------------- | ----- | ------ |
| forfait Manumea FC | -        | Auckland City FC  | -     | -      |
| Sokattack Nikao    | 1 - 9    | AS Magenta        | 0 - 4 | 1 - 5  |
| Sobou FC           | 7 - 0    | Tuanaimato Breeze | 5 - 0 | 2 - 0  |
| SC Lotoha'apai     | 1 - 7    | Tafea FC          | 1 - 2 | 0 - 5  |
| 4R Electric Ltd    | 2 - 8    | Makuru FC         | 1 - 4 | 1 - 4  |

- Le représentant australien, le Sydney FC et les deux clubs de la nation hôte, l'AS Pirae et l'AS Manu-Ura sont directement qualifiés pour la phase de groupes.

### Phase de groupes

#### Groupe A
| Rang | Équipe           | Pts | J | G | N | P | Bp | Bc | Diff |  | Résultats (▼ dom., ► ext.) |  |     |     |     |
| ---- | ---------------- | --- | - | - | - | - | -- | -- | ---- |  | -------------------------- |  | --- | --- | --- |
| 1    | Sydney FC        | 9   | 3 | 3 | 0 | 0 | 18 | 4  | +14  |  | Sydney FC                  |  | 6-0 | 3-2 | 9-2 |
| 2    | AS Pirae         | 6   | 3 | 2 | 0 | 1 | 6  | 7  | -1   |  | AS Pirae                   |  |     | 1-0 | 5-1 |
| 3    | Auckland City FC | 3   | 3 | 1 | 0 | 2 | 8  | 5  | +3   |  | Auckland City FC           |  |     |     | 6-1 |
| 4    | Sobou FC         | 0   | 3 | 0 | 0 | 3 | 4  | 20 | -16  |  | Sobou FC                   |  |     |     |     |

#### Groupe B
| Rang | Équipe      | Pts | J | G | N | P | Bp | Bc | Diff |  | Résultats (▼ dom., ► ext.) |  |     |     |     |
| ---- | ----------- | --- | - | - | - | - | -- | -- | ---- |  | -------------------------- |  | --- | --- | --- |
| 1    | AS Magenta  | 7   | 3 | 2 | 1 | 0 | 10 | 2  | +8   |  | AS Magenta                 |  | 1-1 | 5-0 | 4-1 |
| 2    | Tafea FC    | 7   | 3 | 2 | 1 | 0 | 6  | 3  | +3   |  | Tafea FC                   |  |     | 3-2 | 2-0 |
| 3    | Makuru FC   | 3   | 3 | 1 | 0 | 2 | 4  | 9  | -5   |  | Makuru FC                  |  |     |     | 2-1 |
| 4    | AS Manu-Ura | 0   | 3 | 0 | 0 | 3 | 2  | 8  | -6   |  | AS Manu-Ura                |  |     |     |     |

### Phase finale

#### Demi-finales
| Équipe 1   | Résultat | Équipe 2 |
| ---------- | -------- | -------- |
| Sydney FC  | 6 - 0    | Tafea FC |
| AS Magenta | 4 - 1    | AS Pirae |

#### Match pour la3eplace
| Équipe 1 | Résultat | Équipe 2 |
| -------- | -------- | -------- |
| Tafea FC | 3 - 1    | AS Pirae |

#### Finale
| 10 juin 2005 | Sydney FC                 | 2 - 0 | AS Magenta | Papeete, Tahiti                          |                                          |
|              | Bingley 16e · Zdrilic 59e |       |            | Spectateurs : 4 000 Arbitrage : Neil Fox | Spectateurs : 4 000 Arbitrage : Neil Fox |

#### Vainqueur
| Coupe des champions d'Océanie 2005 Sydney FC Premier titre |